# Russisch-usbekische Beziehungen
Die Russisch-usbekischen Beziehungen sind das zwischenstaatliche Verhältnis zwischen Russland und Usbekistan. Das heutige Usbekistan geriet im 19. Jahrhundert unter die Herrschaft der russischen Zaren. Während des Ersten Weltkriegs kam es zu einem Aufstand im Generalgouvernement Turkestan, der schließlich von der Roten Armee niedergeschlagen werden konnte. 1924 entstand die Usbekische Sozialistische Sowjetrepublik, welche innerhalb der Sowjetunion zu einem Hauptanbaugebiet für Baumwolle wurde. Mit dem Zerfall der Sowjetunion wurde Usbekistan 1991 unabhängig. Danach versuchte Usbekistan seine außenpolitische Unabhängigkeit zu wahren und schwankte zwischen Russland und anderen Partnern hin und her. So trat das Land zweimal der Organisation des Vertrags über kollektive Sicherheit (ein prorussisches Militärbündnis) bei, trat jedoch wieder aus. Eng verbunden sind beide Länder jedoch weiterhin durch enge wirtschaftliche und kulturelle Beziehungen. So leben in Russland mehrere Millionen usbekische Gastarbeiter und in Usbekistans Städten lebt eine schrumpfende, jedoch einflussreiche russische Minderheit.

## Geschichte

### Russisches Reich und Usbekistan

Russisches Turkestan um 1900

Im 19. Jahrhundert weitete das Russische Zarenreich seinen Einfluss in Zentralasien aus. Das Gebiet der heutigen Republik Usbekistan geriet dabei schrittweise unter russische Kontrolle. Russische Truppen eroberten 1865 die Stadt Taschkent; in den folgenden Jahren fielen auch Samarkand und das Khanat von Kokand mit dem Ferghana-Tal an Russland. Die beiden übrigen traditionellen Herrschaftsgebiete – das Emirat Buchara und das Khanat Chiwa – behielten zwar formal ihren Status, wurden ab den 1870er-Jahren jedoch als russische Protektorate verwaltet und verloren faktisch ihre Unabhängigkeit. Die Kolonialzeit unter russischer Herrschaft brachte tiefgreifende Veränderungen mit sich. Die zaristische Verwaltung ersetzte vielerorts die traditionellen Strukturen und etablierte das Generalgouvernement Turkestan als neue Verwaltungseinheit für Zentralasien. Gleichzeitig führte das Russische Reich moderne Infrastruktur ein, darunter Eisenbahnlinien und Telegrafen, um die Region an das Imperium anzubinden. Taschkent entwickelte sich zu einem wichtigen Verwaltungszentrum mit breiten Boulevards und von europäischer Architektur geprägtem Stadtbild. Wirtschaftlich wurde Usbekistan in das russische Imperium integriert: Der Anbau von Baumwolle für die russische Textilindustrie wurde stark intensiviert, was die Agrarstrukturen des Landes veränderte. Russen und andere Slawen siedelten sich in größerer Zahl in Städten wie Taschkent an, wodurch erstmals eine bedeutende russischsprachige Minderheit in der Region entstand. Gegen Ende des Zarenreichs regte sich vereinzelt Widerstand gegen die Kolonialherrschaft, doch blieben Aufstände zunächst lokal begrenzt. Insgesamt prägte die russische Expansion im 19. Jahrhundert nachhaltig die politischen und gesellschaftlichen Verhältnisse in Usbekistan.

### Sowjetzeit

Flagge der Usbekische Sozialistischen Sowjetrepublik (1952–1991)

Während des Ersten Weltkriegs brach die Basmatschi-Revolte in Zentralasien gegen die Einberufung in die russische Armee während des Kriegs aus. Die Oktoberrevolution 1917 und der anschließende Bürgerkrieg führten zum Zusammenbruch der zaristischen Verwaltung in Zentralasien. Nach der Machtübernahme der Bolschewiki, welche die Aufständischen Basmatschi besiegten, wurde 1924/25 die Usbekische Sozialistische Sowjetrepublik (Usbekische SSR) gegründet, die fortan als Teilrepublik zur neu entstandenen Sowjetunion gehörte. Die Eingliederung Usbekistans in die Sowjetunion ging mit rapiden gesellschaftlichen und wirtschaftlichen Umbrüchen einher. Einerseits erfuhr das Land in der sowjetischen Ära eine beschleunigte Modernisierung und Industrialisierung: Es wurden umfassende Alphabetisierungskampagnen durchgeführt, Fabriken errichtet und die Infrastruktur weiter ausgebaut. Die Hauptstadt Taschkent wuchs in der Folge zu einer modernen Metropole mit breiten Alleen und typischer sowjetischer Architektur heran. Andererseits übte das Regime strikte Kontrolle über Religion und Tradition aus; islamische Bildungseinrichtungen und Bräuche wurden unterdrückt, und die russische Sprache wurde als Verkehrssprache in Verwaltung und Bildung dominant.
In den folgenden Jahrzehnten wanderten viele ethnische Russen, Ukrainer und andere Sowjetbürger nach Usbekistan ein, um in Industrie und Verwaltung zu arbeiten, was die multiethnische Zusammensetzung der Bevölkerung prägte. Usbekistan entwickelte sich zum wichtigsten Baumwollproduzenten der Sowjetunion, wobei großangelegte Bewässerungsprojekte (insbesondere zur Bewässerung der Baumwollfelder) letztlich zur ökologischen Krise am Aralsee beitrugen. Unter dem langjährigen usbekischen Parteichef Scharaf Raschidow genoss die usbekische SSR eine relativ hohe Autonomie vom Zentrum in Moskau. In den 1980er-Jahren geriet Usbekistan jedoch auch in den Fokus sowjetischer Skandale – bekannt wurde insbesondere die sogenannte „Baumwollaffäre“, in der Fälle massiver Korruption im usbekischen Parteiapparat ans Licht kamen. Gegen Ende der Sowjetzeit erstarkte in Usbekistan wie in anderen Unionsrepubliken das Streben nach größerer Selbstständigkeit. Am 31. August 1991 – wenige Tage nach dem gescheiterten Augustputsch in Moskau – erklärte Usbekistan schließlich seine staatliche Unabhängigkeit.

### Usbekistan und Russland nach 1991

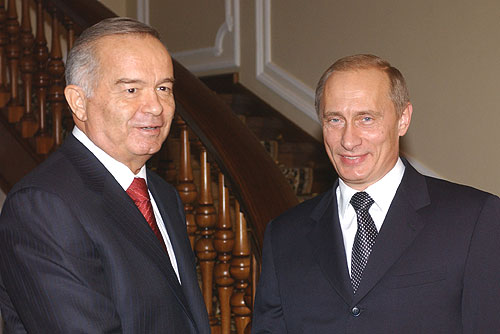
Islom Karimov mit Wladimir Putin (2004)

Nach Erlangung der Unabhängigkeit 1991 bemühte sich Usbekistan zunächst um eine eigenständige Außenpolitik und distanzierte sich bewusst vom übermächtigen ehemaligen Zentrum Moskau. Usbekistan trat zwar 1992 der GUS und der Organisation des Vertrags über kollektive Sicherheit (Austritt 1999) bei und blieb wirtschaftlich eng an Russland gebunden, zeigte aber zugleich Bestrebungen, sich aus russisch dominierten Bündnissen zurückzuziehen und neue Partnerschaften zu knüpfen. So trat Taschkent in den 1990er-Jahren zeitweise westlich orientierten Formaten wie der GUAM-Gruppe bei und öffnete sich sicherheitspolitisch den USA (z. B. durch Teilnahme an einem Partnership-for-Peace-Programm der NATO 1994). Ein Höhepunkt dieser Westorientierung war die Stationierung US-amerikanischer Truppen im Rahmen des Afghanistan-Einsatzes (Operation Enduring Freedom) ab 2001 auf usbekischem Boden. Doch die Beziehungen zum Westen kühlten bald darauf ab: Massive internationale Kritik an Menschenrechtsverletzungen – insbesondere nach dem blutigen Niederschlagen von Protesten in Andischan im Mai 2005 – belastete das Verhältnis.
In der Folge vollzog Usbekistan einen deutlichen außenpolitischen Kurswechsel zugunsten Russlands. Das Land verwies US-Truppen des Landes und im November 2005 unterzeichneten Präsident Islom Karimov und der russische Präsident Wladimir Putin einen russisch-usbekischen Bündnis- und Beistandsvertrag, der gegenseitige militärische Unterstützung im Angriffsfall vorsieht. Dieser bilaterale Sicherheitsvertrag ist bis heute in Kraft geblieben und symbolisiert die sicherheitspolitische Annäherung an Moskau. Gleichzeitig trat Usbekistan mehreren von Russland geführten Regionalorganisationen bei (etwa der Eurasischen Wirtschaftsgemeinschaft), zog sich jedoch immer wieder zurück, sobald es um tiefere Integration ging. So war Usbekistan von 2006 bis 2012 erneut Mitglied der OVKS, verließ diese Allianz aber erneut, um seine außenpolitische Unabhängigkeit zu wahren. Die usbekische Führung entzog sich insgesamt Russlands Bestrebungen, das Land fester in von Moskau initiierte Strukturen einzubinden und versuchte stattdessen zu mehreren Partnern (wie China und der Türkei) gleichzeitig gute Kontakte zu unterhalten, um eine einseitige Abhängigkeit von Moskau zu vermeiden.
Insbesondere ab 2016 unter Präsident Shavkat Mirziyoyev intensivierten sich die politischen und wirtschaftlichen Beziehungen zu Russland wieder sichtbar. Während des russischen Überfalls auf die Ukraine ab 2022 hielt Taschkent an einer neutralen Haltung fest: Usbekistan unterstützte die russische Invasion diplomatisch nicht und warnte seine Bürger sogar vor einer Teilnahme als Söldner an dem Konflikt. Gleichzeitig hielt der Krieg Usbekistan nicht davon ab, seine Beziehungen mit Russland zu intensivieren. Im Januar 2025 verabschiedeten beide Länder einen neuen Plan für eine militärstrategische Partnerschaft bis 2030, der allein für 2025 rund 50 gemeinsame militärische Aktivitäten vorsieht.

## Wirtschaftsbeziehungen
Russland und Usbekistan unterhalten enge Wirtschaftsbeziehungen, die auf historischen Verflechtungen aus der Sowjetzeit basieren. Russland war lange Zeit Usbekistans wichtigster Handelspartner und Investor, und auch heute zählt es neben China zu den größten Wirtschaftspartnern des zentralasiatischen Landes. Der bilaterale Warenhandel hat in den letzten Jahren deutlich zugenommen: 2022 betrug das Handelsvolumen etwa 9,3 Milliarden US-Dollar und stieg 2023 auf rund 9,8 Milliarden US-Dollar an.  Beide Regierungen haben vereinbart, diese Handelsbeziehungen weiter auszubauen. Im Oktober 2018 (bei einem Staatsbesuch Putins in Usbekistan) bzw. erneut 2023 wurden umfangreiche Investitions- und Handelsabkommen unterzeichnet, die zahlreiche Projekte umfassen. Allein 2017/18 vereinbarten beide Seiten Wirtschaftsdeals im Wert von rund 15 Milliarden US-Dollar, vor allem in den Sektoren Energie und Rohstoffe. Russische Energiekonzerne wie Gazprom und Lukoil sind groß im usbekischen Gas- und Ölsektor engagiert; sie investierten in die Erschließung usbekischer Gasfelder und den Ausbau der Förderinfrastruktur. Neben Energie kooperieren beide Länder in Bereichen wie Maschinenbau, Metallurgie, Chemie, Landwirtschaft und Pharmazie. Ein bemerkenswertes Gemeinschaftsprojekt ist der geplante Bau eines ersten Kernkraftwerks in Usbekistan mit russischer Hilfe: 2018 wurde eine entsprechende Vereinbarung mit Rosatom getroffen, und 2023/24 wurden Verträge zum Bau eines kleineren Modularreaktors vorbereitet. Putin und Präsident Mirziyoyev  vereinbarten 2024 die Einrichtung einer ständigen russisch-usbekischen Wirtschaftskommission und die Eröffnung einer usbekischen Handelsmission in Moskau, um die Zusammenarbeit der Unternehmen beider Länder weiter zu erleichtern.

## Kultur und Migration
Russland und Usbekistan sind auch durch vielfältige kulturelle und gesellschaftliche Bindungen verknüpft, die auf die gemeinsame historische Vergangenheit zurückgehen. Russisch ist zwar seit 1991 nicht mehr Amtssprache in Usbekistan, wird aber weiterhin von großen Teilen der Bevölkerung gesprochen. In den Städten des Landes – insbesondere in der Hauptstadt Taschkent und anderen urbanen Zentren – ist Russisch nach wie vor allgegenwärtig und dient als wichtige Verkehrs- und Bildungssprache. In Wirtschaft und Wissenschaft behält Russisch in Usbekistan eine prominente Stellung, und es gilt gemeinhin das Klischee, dass Ausbildung in russischer Sprache qualitativ hochwertiger sei. Allerdings hat sich die Zusammensetzung der Bevölkerung seit der Unabhängigkeit deutlich verändert und die Präsenz der russischen Sprache ist deutlich zurückgegangen. Der Anteil der ethnischen Russen in Usbekistan ist aufgrund von Auswanderung stark gesunken – waren 1989 noch rund 6 % der Bewohner Russen, so machten Russen und andere Slawen 2021 nur noch etwa 2–3 % der Bevölkerung aus.
Gleichzeitig ist Russland für Millionen Usbeken zu einer zweiten Heimat auf Zeit geworden. Seit den 1990er-Jahren gehört Usbekistan zu den wichtigsten Herkunftsländern von Arbeitsmigranten in Russland. Im Jahr 2021 waren laut russischen Behörden über 4,5 Millionen usbekische Staatsbürger in Russland offiziell zu Arbeitszwecken registriert – die mit Abstand größte Gruppe unter den zentralasiatischen Migranten. Diese Arbeitskräfte sind vor allem im Baugewerbe, in der Industrie und in Dienstleistungen in Russland beschäftigt und leisten einen bedeutenden Beitrag sowohl zur russischen Wirtschaft als auch zur Unterstützung ihrer Familien in Usbekistan. Die Überweisungen der in Russland arbeitenden Usbeken sind ein wichtiger Faktor für die usbekische Volkswirtschaft: 2022 entsprachen diese Rücküberweisungen etwa 20 % des usbekischen Bruttoinlandsprodukts, wobei rund 80 % der Transferleistungen aus Russland kamen.